# Afgán labdarúgó-válogatott
Az Afgán labdarúgó-válogatott Afganisztán nemzeti csapata, amelyet az afgán labdarúgó-szövetség (Angolul: Afghanistan Football Federation) irányít. A válogatottat 1922-ben alapították és 1948 óta tagja a FIFA-nak. Az Ázsiai szövetséghez (AFC) csak 1954-ben csatlakoztak. A válogatott hazai mérkőzéseit a Ghazi Nemzeti Stadionban játssza, ami az 1920-as években épült és 25 000 befogadóképességgel bír.
2013-ban, a Dél-ázsiai Labdarúgó-szövetség labdarúgó-bajnokságán első helyen végeztek, mellyel a válogatott történetének legjobb eredményét érték el.

## Története

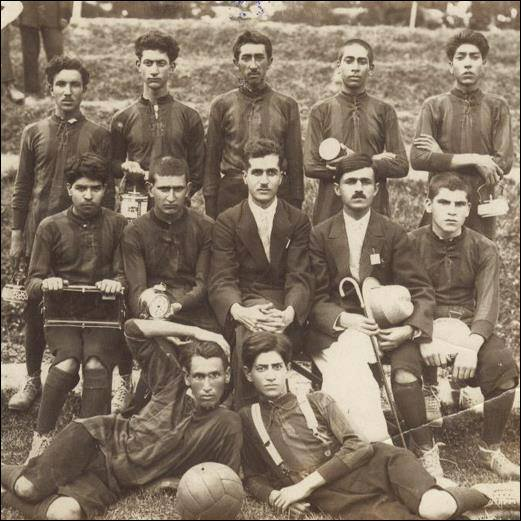
Afganisztán legjobbjai 1920-ban.

A Tálib rezsim alatt 1996 és 2001 között nem támogatták a labdarúgást, ezért manapság kevesen űzik ezt a sportágat az országban. Az afgán válogatott 1984 és 2003 között egyetlen nemzetközi mérkőzést sem játszott.

## Korábbi mérkőzések 2008-ban
| Időpont            | Helyszín      | Ellenfél          | Eredmény | Kiírás       |
| ------------------ | ------------- | ----------------- | -------- | ------------ |
| 2008. május 5.     | Biskek        | Banglades (s)     | 0 – 0    | Barátságos   |
| 2008. május 7.     | Biskek        | Kirgizisztán (i)  | 1 – 0    | Barátságos   |
| 2008. június 4.    | Colombo       | Srí Lanka (i)     | 2 – 2    | Barátságos   |
| 2008. június 6.    | Colombo       | Banglades (s)     | 2 – 2    | Barátságos   |
| 2008. június 8.    | Colombo       | Bhután (s)        | 1 – 3    | Barátságos   |
| 2008. július 30.   | Hyderabad     | India (i)         | 0 – 1    | Kihívás-kupa |
| 2008. augusztus 1. | Hyderabad     | Türkmenisztán (s) | 0 – 5    | Kihívás-kupa |
| 2008. augusztus 3. | Hyderabad     | Tádzsikisztán (s) | 0 – 4    | Kihívás-kupa |
| 2008. október 17.  | Petaling Jaya | Nepál (s)         | 2 – 2    | Barátságos   |
| 2008. október 20.  | Petaling Jaya | Malajzia (i)      | 0 – 6    | Barátságos   |

## Nemzetközi eredmények
Dél-ázsiai Labdarúgó-szövetség labdarúgó-bajnoksága
- 1. hely: 1 alkalommal (2013)

Ázsia-játékok
- 4. hely: 1 alkalommal (1951)

## Világbajnoki szereplés
- 1930–2002: Nem indult
- 2006: Nem jutott be
- 2010: Nem jutott be
- 2014: Nem jutott be
- 2018: Nem jutott be

## Ázsia-kupa-szereplés
- 1956-2000: Nem indult
- 2004: Nem jutott be
- 2007: Nem jutott be
- 2011: Nem jutott be
- 2015: Nem jutott be

## Játékosok

### Híresebb játékosok
- Zohib Islam Amiri
- Balal Arezou
- Said Daftari

## Rekordrésztvevők
| # | Játékos           | Mérkőzés |
| - | ----------------- | -------- |
| 1 | Zohib Islam Amiri | 33       |

| # | Játékos      | Gólok |
| - | ------------ | ----- |
| 1 | Balal Arezou | 9     |

## Szövetségi kapitányok
- Mohammed Sarwar Yusufzai (1923-1948)
- Abdul Hamid Tajik (1948-1974)
- Abdul Ahad Kharot (1974-1998)
- Ali Askar Lali (1998-2007)
- Mohammad Yousef Kargar (2008-2014)
- Slaven Skeledzic (2015- )